# Hylaeothemis gardeneri
Hylaeothemis gardeneri är en trollsländeart som beskrevs av Fraser 1927. Hylaeothemis gardeneri ingår i släktet Hylaeothemis och familjen segeltrollsländor. IUCN kategoriserar arten globalt som otillräckligt studerad. Inga underarter finns listade i Catalogue of Life.